# Phyllanthus ankaratrae
Phyllanthus ankaratrae är en emblikaväxtart som först beskrevs av Jacques Désiré Leandri, och fick sitt nu gällande namn av Petra Hoffm. och Mcpherson. Phyllanthus ankaratrae ingår i släktet Phyllanthus och familjen emblikaväxter. Inga underarter finns listade i Catalogue of Life.